# Metalype fragilis
Metalype fragilis är en nattsländeart som först beskrevs av Francois Jules Pictet de la Rive 1834.  Metalype fragilis ingår i släktet Metalype och familjen tunnelnattsländor. Inga underarter finns listade i Catalogue of Life.